# Arkadiusz Głowacki
Arkadiusz Rafał Głowacki (Poznań, Polonia, 13 de marzo de 1979) es un exfutbolista polaco que jugaba en la posición de defensa central. Con el Lech Poznań y el Wisła Cracovia llegó a acumular más de 400 partidos en la Ekstraklasa, la máxima categoría del fútbol polaco. Con la selección de fútbol de Polonia fue convocado para la Copa Mundial de Fútbol de 2002, representando a su país en 29 encuentros internacionales en total.

## Clubes
| Club           | País    | Año       |
| -------------- | ------- | --------- |
| Lech Poznań    | Polonia | 1997-1999 |
| Wisła Cracovia | Polonia | 2000-2010 |
| Trabzonspor    | Turquía | 2010-2012 |
| Wisła Cracovia | Polonia | 2012-2018 |